# Не без мого анусу
«Не без мого анусу» (англ. Not Without My Anus) — епізод 201 (№ 14) серіалу «Південний парк». Його прем'єра відбулася 1 квітня 1998 року. Епізод є пародією на фільм «Не без моєї дочки» (англ. Not Without My Daughter). Епізод став першоквітневим жартом — творці серіалу, Трей Паркер і Метт Стоун, навмисно ігнорують очікування глядачів, яким в попередньому епізоді, що вийшов на місяць раніше, була обіцяна розгадка інтриги про те, хто ж батько Еріка Картмана. Слід зазначити, що цей епізод є по суті спецвипуском «шоу в шоу» «Теренса і Філіпа», про вихід якого згадується в серіях 113 і 202; відповідно, події цього епізоду в дійсності не мали місця у всесвіті серіалу «South Park».

## Сюжет
Серія починається в канадському суді, де Теренса звинувачують у вбивстві якогось Джеррі О'Двайера. Філліп виступає в ролі адвоката Терренса, а їх заклятий ворог Скотт виступає в ролі обвинувача. Скотт демонструє численні докази провини Терренса: закривавлений молоток, шматок сорочки Терренса (на плечі сорочки Терренса зяє діра в формі цього шматка), читає хайку, написану Теренсом, що має назву "Час вбити Джеррі О'Двайера"тощо. Однак, після інтенсивного метеоризму під час оголошення вироку Терренс визнаний невинним. Скотт обіцяє помститися.
Теренс і Філіп повертаються до себе додому, де збираються поїсти «Крафт обід», а Теренс переодягається в пірата. Раптово Теренс отримує телеграму, в якій повідомляється, що його дочка Саллі викрадена і знаходиться в заручниках в Ірані. Теренс і Філіп обидва тут же вирішують летіти в Ірак («Іран? Ірак? Яка різниця?») Щоб врятувати її, але спершу відвідують матір Саллі, Селін Діон, яка впевнена, що її дочка вивчає антропологію на Близькому Сході.
Прилетівши до Ірану, Теренс і Філіп впадають у відчай, не знаючи, з чого почати пошуки в незнайомій і ворожій країні. Через кілька секунд після прильоту вони раптом бачать на вулиці самотню Саллі і забирають її додому, в Канаду. Після повернення в Канаду виявляється, що Скотт уклав угоду з Садамом, попросивши його позбутися Терренса і Філліпа в обмін на допомогу бійцям Садама в проникненні в країну (насправді, для Садама викрадення є лише вивертом, щоб пробратися в Канаду — він планує захопити її, щоб заволодіти найкращими поп-співачками на Землі, а потім прибрати до рук весь світ, включаючи Ньюфаундленд).
В одній зі сцен Теренс і Філіп дивляться американське супутникове телебачення та на одному з каналів йде уривок з епізоду «Південного парку», в якому розповідається про те, хто батько Еріка Картмана, однак за розмовою розгадку не чути.
Теренс і Філіп, дивлячись марширують іракські солдатт і на розвішані всюди портрети «чогось на кшталт турецького диктатора», ображені змінами, що відбулися в Канаді за час їхньї відстуності. Скотт, виявивши, що Садам обдурив його і не виконав свою частину угоди, відвідує Терренса і Філліпа і заявляє їм, що це вони винні в приході Садама і тому вони повинні пожертвувати собою, виступивши в ролі підривників-камікадзе і підірвавши Садама і його поплічників під час матчу у канадський футбол між командами Vancouver Roughriders (ніколи не існувала) і Ottawa Rough Riders (вже припинила своє існування на момент зйомок епізоду). Однак Теренс і Філіп придумують інший план, такий, щоб самим не померти разом із загарбниками.
Тим часом, Селін Діон починає зустрічатися з Бобом-виродком і навіть вагітніє від нього. Боб-виродок — відчайдушно потворний приятель Теренса і Філіпа (хоча зовні він не відрізняється від інших канадців, побачивши його люди в жаху кричать), який за порадою Теренса і Філіпа він носить на голові паперовий пакет. Філліп говорить Бобу-виродку, що він виглядає так, ніби на його обличчі «намагалися загасити лісову пожежу викруткою».
Для повного визнання захоплення країни Садам під час матчу робить заяву про це і змушує Селін Діон співати гімн Іраку, щоб «остаточно оформити насильницьке захоплення Канади». При цьому Теренс і Філіп, що сидять в натовпі, дають фанатам (у кожного на футболці буква «F» — фанат) сигнал надіти протигази і почати метеоризм. Незабаром Саддам і його солдати падають від задухи і гинуть, розтерзані натовпом. Канада звільнена, однак Скотт незадоволений тим, що Теренс і Філіп при цьому не загинули. Епізод завершується канадським гімном у виконанні Селін Діон та хору канадців.

## Факти
- Продюсер шоу  Дженніфер Хоуелл називає цей епізод своїм улюбленим в серіалі: по-перше, тому що вона канадка, по-друге, тому що "блискуча сама ідея, коли глядачі чекають відповіді на питання про батька Картмана, показати їм купу пердячих канадців "[1]
- У цьому епізоді з'являється інопланетянин: він стоїть за одним з іракців, коли Теренс знаходить свою дочку.
- На перший погляд може викликати здивування, що іракці і Садам Хусейн зображені в серіалі так само, як канадці, а Саддам і зовсім говорить з канадським акцентом. Але не слід забувати, що відбувається, є телефільмом, знятим в Канаді, і, отже, ролі іракців виконують жителі Канади. Однак, в подальшому в серіалі з'ясовується, що голова Садама дійсно виглядає як у канадця (більше того, він говорить з канадським акцентом).
- Терренс і Філліп їдять Крафт обід (англ.  kraft dinner), який є вкрай популярною в Канаді їжею (незважаючи на те, що її коріння знаходяться в США , де вона називається «крафтовим макарони з сиром»). Терренс і Філліп вимовляють назву як «kroff dinner», що є пародією на стереотипний канадський акцент.
- Терренс і Філліп значну частину серії зайняті «пошуком скарбів» (зокрема, в метро). Скотт приймає це за якусь  метафору, що символізує пошук чогось неймовірного, але вони відповідають йому, що «просто шукають скарби».
- На ринку в Тегерані можна побачити футболки з зображеннями Стена, Кайла і Картмана.
- Терренс і Філліп сміються над анімацією «Південного парку», побачивши її по телевізору: «Поглянь на їхні голови, вони схожі на бабаків».
- Це — перший епізод «Південного парку», в якому не з'являється ні один з головних героїв (не рахуючи моменту, де Картмана показують по телевізору).